# زئير الظلال في حدائق زنوبيا (رواية)
زئير الظلال في حدائق زنوبيا رواية من تأليف الكاتب السوري سليم بركات صدرت عام 2017 عن طريق المؤسسة العربية للدراسات والنشر.